# 53

## Nașteri
- 18 septembrie: Traian (Marcus Ulpius Traianus), împărat roman, din 98 (d. 117)